# Castrovillari
Castrovillari – miasto i gmina we Włoszech, w regionie Kalabria, w prowincji Cosenza.
Według danych na rok 2004 gminę zamieszkiwało 21 360 osób, 164,3 os./km².